# Відважний маленький тостер
«Відважний маленький тостер» (англ. The Brave Little Toaster) — американський анімаційний фільм 1987 року. Сценарій до фільму написаний за книгою «The Brave Little Toaster: A Bedtime Story for Small Appliances». Прем'єра відбулася 10 липня 1987 року в США.

## Сюжет
Події відбуваються у 1980-х роках. Маленький хлопчик Роб, який раніше жив у котеджі в сільській місцевості в горах, переїжджає в місто, залишаючи всі свої речі в старому будинку. Його речі почуваються покинутими. Вони оживають і вирушають на пошуки свого маленького господаря. Компанія речей — це Тостер, Настільна лампа, Радіо, Електроковдра, Пилосос та інші.
Речам доводиться дуже важко в дорозі, особливо в лісі в дикій місцевості, де не можна отримати їхнє основне живлення — електричний струм. Але друзі допомагають один одному, використовуючи свої можливості — лампа світить, ковдра зігріває, радіо повідомляє різні новини і тому подібне. У підсумку речі знаходять місто і свого улюбленого господаря Робі.

## Персонажі
- Тостер Тості (озвучує Діанна Олівер) — головний герой чоловічої статі.
- Лампа Лампі (озвучує Тімоті Стек)
- Радіо Рейді (озвучує Джон Ловіц)
- Ковдра Бленк (озвучує Тімоті Е. Дей)
- Пилосос Кербі (озвучує Турла Равенскрофт)
- Кондиціонер Ейрі (озвучує Філ Гартмен)
- Елмо Сент-Пітер (озвучує Джо Ранфт) — господар магазину приладів
- Підвісна Лампа (озвучує Філ Гартмен)
- Прилади з Магазину (озвучує Хор Діснея)
- Плутанина (озвучує Джуді Толл)
- Т.Б. (озвучує Джонатан Бенер) — чорно-білий і кольоровий телевізори
- Фіолетова Лампа (озвучує Джим Джекман)
- Ультрасучасні прилади (озвучує Хор Діснея)
- Мегафон (озвучує Джуді Толл)
- Автомобілі (озвучує Хор Діснея)
- Роб (озвучує Вейн Катц (дорослий) / Тімоті Е. Дей (маленький)) — власник речей
- Кріс (озвучує Колетт Севадж) — подруга Роба
- Швейна машинка з двома обличчями (озвучують Мінді Штерн)
- Мама (озвучує Мінді Штерн)
- Розважальний центр (озвучує Рендолл Вільям Кук)
- Комп'ютер (озвучує Ренді Беннет)
- Вальтер Вінчелл (озвучує Джон Ловіц)
- Зік (озвучує Тімоті Стек)

## Інші назви
- The Brave Little Toaster, The Brave Little Toaster: A Bedtime Story for Small Appliances
- Отважный маленький тостер, Храбрый маленький тостер, Отважный маленький тостер идёт в школу
- Der Tapfere Kleine Toaster
- Le petit grille-pain courageux
- La tostadora valiente
- Dzielny maly toster
- Den modiga brödrostens äventyr
- A Torradeirinha Valente, A Torradeira Valente